# Col du Rengg
Le col du Rengg est un col de Suisse.

## Géographie
Situé dans le canton de Lucerne, il relie le village de Schachen sur le territoire de la commune de Werthenstein et Entlebuch.

## Histoire
Le 28 août 1802, lors de la guerre des Bâtons, un combat opposant les fédéralistes, principalement des Nidwaldiens opposés au régime de la République helvétique et les troupes loyales, se déroule au col. Il voit la victoire des insurgés, marquant ainsi la première des défaites militaires qui allait conduire à la chute du régime quelques mois plus tard.